# Ulrich Helmasperger
Ulrich Helmasperger (Lebensdaten unbekannt, wirkte um 1455 in Mainz) war ein deutscher Kleriker und Notar.

## Leben und Werk
Über das Leben von Ulrich Helmasperger ist nur sehr wenig bekannt. Nach einer Selbstbezeichnung Helmaspergers war er Kleriker im Bistum Bamberg sowie Schreiber und Notar in Mainz mit vom Kaiser hergeleiteter Legitimation; als solcher war er vom Mainzer Erzbischof ernannt worden. 
Bekannt ist er vor allem als Verfasser des sogenannten Helmaspergerschen Notariatsinstruments, das den Gerichtsstreit zwischen Johannes Fust und Johannes Gutenberg im Jahr 1455 dokumentiert. Das Schriftstück vom 6. November 1455 ist eine der wichtigsten Quellen zur Biographie Gutenbergs und zur Erfindung des Buchdrucks mit beweglichen Lettern. Das Notariatsinstrument, das in der Staats- und Universitätsbibliothek Göttingen aufbewahrt wird, enthält auch das von Helmasperger gezeichnete Signet mit eigenhändiger Unterschrift. Von Helmasperger sind noch weitere Schriftstücke überliefert, darunter eine von ihm ausgestellte Urkunde vom 21. Juni 1457. Weiter ist bezeugt, dass über ihn im Jahr 1462 als Anhänger des Grafen Dieter von Isenburg durch den päpstlichen Legaten der Bann verhängt wurde. Weitere Angaben zu seinem Leben und Wirken sind in der Forschung umstritten und durch Quellen nicht eindeutig belegt.